# Volta à Polónia de 2016
A 73.ª edição da competição ciclista Volta a Polónia celebrou-se na Polónia entre 12 e 18 de julho de 2016 sobre um percurso de 1 190 quilómetros. Começando em Radzymin e finalizando na cidade de Cracóvia.
Fez parte do UCI World Tour de 2016, sendo a décima-nona competição do calendário de máxima categoria mundial.
A carreira foi vencida pelo corredor belga Tim Wellens da equipa Lotto Soudal, em segundo lugar Fabio Felline (Trek-Segafredo) e em terceiro lugar Alberto Bettiol (Cannondale-Drapac).

## Equipas participantes
Tomaram parte na carreira 25 equipas: os 18 UCI Pro Team (ao ter assegurada e ser obrigatória a sua participação), mais 6 equipas Profissionais Continentais convidados pela organização e uma selecção nacional. A cada formação esteve integrada por 8 ciclistas, formando assim um pelotão de 199 corredores (o máximo permitido em carreiras ciclistas).
| Equipa                | Cód. UCI | Categoria                |
| --------------------- | -------- | ------------------------ |
| AG2R La Mondiale      | ALM      | UCI Pro Team             |
| Astana Pro Team       | AST      | UCI Pro Team             |
| BMC Racing Team       | BMC      | UCI Pro Team             |
| Cannondale            | CPT      | UCI Pro Team             |
| Dimension Data        | DDD      | UCI Pro Team             |
| Etixx-Quick Step      | EQS      | UCI Pro Team             |
| FDJ                   | FDJ      | UCI Pro Team             |
| IAM Cycling           | IAM      | UCI Pro Team             |
| Lampre-Merida         | LAM      | UCI Pro Team             |
| Lotto Soudal          | LTS      | UCI Pro Team             |
| Movistar Team         | MOV      | UCI Pro Team             |
| Orica-BikeExchange    | OBE      | UCI Pro Team             |
| Team Giant-Alpecin    | TGA      | UCI Pro Team             |
| Team Katusha          | KAT      | UCI Pro Team             |
| Team LottoNL-Jumbo    | TLJ      | UCI Pro Team             |
| Team Sky              | SKY      | UCI Pro Team             |
| Tinkoff               | TNK      | UCI Pro Team             |
| Trek-Segafredo        | TFS      | UCI Pro Team             |
| CCC Sprandi Polkowice | CCC      | Profissional Continental |
| Bardiani CSF          | BAR      | Profissional Continental |
| Gazprom-RusVelo       | GAZ      | Profissional Continental |
| ONE Pro Cycling       | ONE      | Profissional Continental |
| Team Novo Nordisk     | TNN      | Profissional Continental |
| Verva ActiveJet       | VAT      | Profissional Continental |
| Selecção da Polónia   |          |                          |

## Etapas
A Volta a Polónia dispôs de sete etapas para um percurso total de 1 190 quilómetros.
| Etapa | Data    | Percurso                             | type                      | Distância (km) | Vencedor              | Líder geral       |
| ----- | ------- | ------------------------------------ | ------------------------- | -------------- | --------------------- | ----------------- |
| 1     | 12 jul. | Radzymin – Varsóvia                  | etapa plana               | 135            | Davide Martinelli     | Davide Martinelli |
| 2     | 13 jul. | Tarnowskie Góry – Katowice           | etapa plana               | 153            | Fernando Gaviria      | Fernando Gaviria  |
| 3     | 14 jul. | Zawiercie – Nowy Sącz                | média montanha            | 240            | Niccolò Bonifazio     | Fernando Gaviria  |
| 4     | 15 jul. | Nowy Sącz – Rzeszów                  | média montanha            | 218            | Fernando Gaviria      | Fernando Gaviria  |
| 5     | 16 jul. | Wieliczka – Zakopane                 | alta montanha             | 225            | Tim Wellens           | Tim Wellens       |
| 6     | 17 jul. | Terma Bukovina – Bukowina Tatrzańska | alta montanha             | 194            | cancelamento da etapa | Tim Wellens       |
| 7     | 18 jul. | Cracóvia – Cracóvia                  | contrarrelógio individual | 25             | Alex Dowsett          | Tim Wellens       |

## Desenvolvimento da carreira

### Etapa 1
| \| Classificação por etapas \| Classificação por etapas \| Classificação por etapas \| Classificação por etapas \| Classificação por etapas \| \| Ciclista \| Ciclista \| Equipe \| Tempo \| \| \| ------------------------ \| ------------------------ \| ------------------------ \| ------------------------ \| ------------------------ \| \| 1. \| Davide Martinelli \| Etixx-Quick Step \| 3h01m10s \| \| \| 2. \| Fernando Gaviria \| Etixx-Quick Step \| + 0s \| \| \| 3. \| Caleb Ewan \| Orica-BikeExchange \| + 0s \| \| \| 4. \| Zdeněk Štybar \| Etixx-Quick Step \| + 0s \| \| \| 5. \| Moreno Hofland \| LottoNL-Jumbo \| + 0s \| \| \| 6. \| Philippe Gilbert \| BMC Racing Team \| + 0s \| \| \| 7. \| Kévin Réza \| FDJ \| + 0s \| \| \| 8. \| Michał Kwiatkowski \| Team Sky \| + 0s \| \| \| 9. \| Tim Wellens \| Lotto-Soudal \| + 0s \| \| \| 10. \| Sacha Modolo \| Lampre-Merida \| + 0s \| \| |                    |                    |          |
| |                    |                    |          |
| Fonte: ProCyclingStats |                    |                    |          |
| Classificação por etapas |                    |                    |          |
| Ciclista | Ciclista           | Equipe             | Tempo    |
| 1. | Davide Martinelli  | Etixx-Quick Step   | 3h01m10s |
| 2. | Fernando Gaviria   | Etixx-Quick Step   | + 0s     |
| 3. | Caleb Ewan         | Orica-BikeExchange | + 0s     |
| 4. | Zdeněk Štybar      | Etixx-Quick Step   | + 0s     |
| 5. | Moreno Hofland     | LottoNL-Jumbo      | + 0s     |
| 6. | Philippe Gilbert   | BMC Racing Team    | + 0s     |
| 7. | Kévin Réza         | FDJ                | + 0s     |
| 8. | Michał Kwiatkowski | Team Sky           | + 0s     |
| 9. | Tim Wellens        | Lotto-Soudal       | + 0s     |
| 10. | Sacha Modolo       | Lampre-Merida      | + 0s     |

| \| Classificação geral \| Classificação geral \| Classificação geral \| Classificação geral \| Classificação geral \| \| Ciclista \| Ciclista \| Equipe \| Tempo \| \| \| ------------------- \| ------------------- \| ------------------- \| ------------------- \| ------------------- \| \| 1. \| Davide Martinelli \| Etixx-Quick Step \| 3h01m00s \| \| \| 2. \| Fernando Gaviria \| Etixx-Quick Step \| + 4s \| \| \| 3. \| Caleb Ewan \| Orica-BikeExchange \| + 6s \| \| \| 4. \| Zdeněk Štybar \| Etixx-Quick Step \| + 10s \| \| \| 5. \| Moreno Hofland \| LottoNL-Jumbo \| + 10s \| \| \| 6. \| Philippe Gilbert \| BMC Racing Team \| + 10s \| \| \| 7. \| Kévin Réza \| FDJ \| + 10s \| \| \| 8. \| Michał Kwiatkowski \| Team Sky \| + 10s \| \| \| 9. \| Tim Wellens \| Lotto-Soudal \| + 10s \| \| \| 10. \| Sacha Modolo \| Lampre-Merida \| + 10s \| \| |                    |                    |          |
| |                    |                    |          |
| Fonte: ProCyclingStats |                    |                    |          |
| Classificação geral |                    |                    |          |
| Ciclista | Ciclista           | Equipe             | Tempo    |
| 1. | Davide Martinelli  | Etixx-Quick Step   | 3h01m00s |
| 2. | Fernando Gaviria   | Etixx-Quick Step   | + 4s     |
| 3. | Caleb Ewan         | Orica-BikeExchange | + 6s     |
| 4. | Zdeněk Štybar      | Etixx-Quick Step   | + 10s    |
| 5. | Moreno Hofland     | LottoNL-Jumbo      | + 10s    |
| 6. | Philippe Gilbert   | BMC Racing Team    | + 10s    |
| 7. | Kévin Réza         | FDJ                | + 10s    |
| 8. | Michał Kwiatkowski | Team Sky           | + 10s    |
| 9. | Tim Wellens        | Lotto-Soudal       | + 10s    |
| 10. | Sacha Modolo       | Lampre-Merida      | + 10s    |

### Etapa 2
| \| Classificação por etapas \| Classificação por etapas \| Classificação por etapas \| Classificação por etapas \| Classificação por etapas \| \| Ciclista \| Ciclista \| Equipe \| Tempo \| \| \| ------------------------ \| ------------------------ \| ------------------------ \| ------------------------ \| ------------------------ \| \| 1. \| Fernando Gaviria \| Etixx-Quick Step \| 3h19m30s \| \| \| 2. \| Elia Viviani \| Team Sky \| + 0s \| \| \| 3. \| Caleb Ewan \| Orica-BikeExchange \| + 0s \| \| \| 4. \| Kristian Sbaragli \| Dimension Data \| + 0s \| \| \| 5. \| Moreno Hofland \| LottoNL-Jumbo \| + 0s \| \| \| 6. \| Niccolò Bonifazio \| Trek-Segafredo \| + 0s \| \| \| 7. \| Heinrich Haussler \| IAM Cycling \| + 0s \| \| \| 8. \| Nikias Arndt \| Giant-Alpecin \| + 0s \| \| \| 9. \| Jasper De Buyst \| Lotto-Soudal \| + 0s \| \| \| 10. \| Kamil Zieliński \| Polónia \| + 0s \| \| |                   |                    |          |
| |                   |                    |          |
| Fonte: ProCyclingStats |                   |                    |          |
| Classificação por etapas |                   |                    |          |
| Ciclista | Ciclista          | Equipe             | Tempo    |
| 1. | Fernando Gaviria  | Etixx-Quick Step   | 3h19m30s |
| 2. | Elia Viviani      | Team Sky           | + 0s     |
| 3. | Caleb Ewan        | Orica-BikeExchange | + 0s     |
| 4. | Kristian Sbaragli | Dimension Data     | + 0s     |
| 5. | Moreno Hofland    | LottoNL-Jumbo      | + 0s     |
| 6. | Niccolò Bonifazio | Trek-Segafredo     | + 0s     |
| 7. | Heinrich Haussler | IAM Cycling        | + 0s     |
| 8. | Nikias Arndt      | Giant-Alpecin      | + 0s     |
| 9. | Jasper De Buyst   | Lotto-Soudal       | + 0s     |
| 10. | Kamil Zieliński   | Polónia            | + 0s     |

| \| Classificação geral \| Classificação geral \| Classificação geral \| Classificação geral \| Classificação geral \| \| Ciclista \| Ciclista \| Equipe \| Tempo \| \| \| ------------------- \| ------------------- \| ------------------- \| ------------------- \| ------------------- \| \| 1. \| Fernando Gaviria \| Etixx-Quick Step \| 6h20m24s \| \| \| 2. \| Davide Martinelli \| Etixx-Quick Step \| + 6s \| \| \| 3. \| Caleb Ewan \| Orica-BikeExchange \| + 8s \| \| \| 4. \| Diego Ulissi \| Lampre-Merida \| + 14s \| \| \| 5. \| Moreno Hofland \| LottoNL-Jumbo \| + 16s \| \| \| 6. \| Nikias Arndt \| Giant-Alpecin \| + 16s \| \| \| 7. \| Niccolò Bonifazio \| Trek-Segafredo \| + 16s \| \| \| 8. \| Lorrenzo Manzin \| FDJ \| + 16s \| \| \| 9. \| Michał Kwiatkowski \| Team Sky \| + 16s \| \| \| 10. \| Philippe Gilbert \| BMC Racing Team \| + 16s \| \| |                    |                    |          |
| |                    |                    |          |
| Fonte: ProCyclingStats |                    |                    |          |
| Classificação geral |                    |                    |          |
| Ciclista | Ciclista           | Equipe             | Tempo    |
| 1. | Fernando Gaviria   | Etixx-Quick Step   | 6h20m24s |
| 2. | Davide Martinelli  | Etixx-Quick Step   | + 6s     |
| 3. | Caleb Ewan         | Orica-BikeExchange | + 8s     |
| 4. | Diego Ulissi       | Lampre-Merida      | + 14s    |
| 5. | Moreno Hofland     | LottoNL-Jumbo      | + 16s    |
| 6. | Nikias Arndt       | Giant-Alpecin      | + 16s    |
| 7. | Niccolò Bonifazio  | Trek-Segafredo     | + 16s    |
| 8. | Lorrenzo Manzin    | FDJ                | + 16s    |
| 9. | Michał Kwiatkowski | Team Sky           | + 16s    |
| 10. | Philippe Gilbert   | BMC Racing Team    | + 16s    |

### Etapa 3
| \| Classificação por etapas \| Classificação por etapas \| Classificação por etapas \| Classificação por etapas \| Classificação por etapas \| \| Ciclista \| Ciclista \| Equipe \| Tempo \| \| \| ------------------------ \| ------------------------ \| ------------------------ \| ------------------------ \| ------------------------ \| \| 1. \| Niccolò Bonifazio \| Trek-Segafredo \| 5h46m12s \| \| \| 2. \| Moreno Hofland \| LottoNL-Jumbo \| + 0s \| \| \| 3. \| Luka Mezgec \| Orica-BikeExchange \| + 0s \| \| \| 4. \| Heinrich Haussler \| IAM Cycling \| + 0s \| \| \| 5. \| Roman Maikin \| Gazprom-RusVelo \| + 0s \| \| \| 6. \| Kristian Sbaragli \| Dimension Data \| + 0s \| \| \| 7. \| Ruslan Tleubayev \| Astana \| + 0s \| \| \| 8. \| Loïc Vliegen \| BMC Racing Team \| + 0s \| \| \| 9. \| Sacha Modolo \| Lampre-Merida \| + 0s \| \| \| 10. \| Koen de Kort \| Giant-Alpecin \| + 0s \| \| |                   |                    |          |
| |                   |                    |          |
| Fonte: ProCyclingStats |                   |                    |          |
| Classificação por etapas |                   |                    |          |
| Ciclista | Ciclista          | Equipe             | Tempo    |
| 1. | Niccolò Bonifazio | Trek-Segafredo     | 5h46m12s |
| 2. | Moreno Hofland    | LottoNL-Jumbo      | + 0s     |
| 3. | Luka Mezgec       | Orica-BikeExchange | + 0s     |
| 4. | Heinrich Haussler | IAM Cycling        | + 0s     |
| 5. | Roman Maikin      | Gazprom-RusVelo    | + 0s     |
| 6. | Kristian Sbaragli | Dimension Data     | + 0s     |
| 7. | Ruslan Tleubayev  | Astana             | + 0s     |
| 8. | Loïc Vliegen      | BMC Racing Team    | + 0s     |
| 9. | Sacha Modolo      | Lampre-Merida      | + 0s     |
| 10. | Koen de Kort      | Giant-Alpecin      | + 0s     |

| \| Classificação geral \| Classificação geral \| Classificação geral \| Classificação geral \| Classificação geral \| \| Ciclista \| Ciclista \| Equipe \| Tempo \| \| \| ------------------- \| ------------------- \| ------------------- \| ------------------- \| ------------------- \| \| 1. \| Fernando Gaviria \| Etixx-Quick Step \| 12h06m36s \| \| \| 2. \| Niccolò Bonifazio \| Trek-Segafredo \| + 6s \| \| \| 3. \| Caleb Ewan \| Orica-BikeExchange \| + 8s \| \| \| 4. \| Moreno Hofland \| LottoNL-Jumbo \| + 10s \| \| \| 5. \| Diego Ulissi \| Lampre-Merida \| + 14s \| \| \| 6. \| Roman Maikin \| Gazprom-RusVelo \| + 16s \| \| \| 7. \| Lorrenzo Manzin \| FDJ \| + 16s \| \| \| 8. \| Sacha Modolo \| Lampre-Merida \| + 16s \| \| \| 9. \| Heinrich Haussler \| IAM Cycling \| + 16s \| \| \| 10. \| Michał Kwiatkowski \| Team Sky \| + 16s \| \| |                    |                    |           |
| |                    |                    |           |
| Fonte: ProCyclingStats |                    |                    |           |
| Classificação geral |                    |                    |           |
| Ciclista | Ciclista           | Equipe             | Tempo     |
| 1. | Fernando Gaviria   | Etixx-Quick Step   | 12h06m36s |
| 2. | Niccolò Bonifazio  | Trek-Segafredo     | + 6s      |
| 3. | Caleb Ewan         | Orica-BikeExchange | + 8s      |
| 4. | Moreno Hofland     | LottoNL-Jumbo      | + 10s     |
| 5. | Diego Ulissi       | Lampre-Merida      | + 14s     |
| 6. | Roman Maikin       | Gazprom-RusVelo    | + 16s     |
| 7. | Lorrenzo Manzin    | FDJ                | + 16s     |
| 8. | Sacha Modolo       | Lampre-Merida      | + 16s     |
| 9. | Heinrich Haussler  | IAM Cycling        | + 16s     |
| 10. | Michał Kwiatkowski | Team Sky           | + 16s     |

### Etapa 4
| \| Classificação por etapas \| Classificação por etapas \| Classificação por etapas \| Classificação por etapas \| Classificação por etapas \| \| Ciclista \| Ciclista \| Equipe \| Tempo \| \| \| ------------------------ \| ------------------------ \| ------------------------ \| ------------------------ \| ------------------------ \| \| 1. \| Fernando Gaviria \| Etixx-Quick Step \| 5h12m56s \| \| \| 2. \| Luka Mezgec \| Orica-BikeExchange \| + 0s \| \| \| 3. \| Michał Kwiatkowski \| Team Sky \| + 0s \| \| \| 4. \| Heinrich Haussler \| IAM Cycling \| + 0s \| \| \| 5. \| Boy van Poppel \| Trek-Segafredo \| + 0s \| \| \| 6. \| Zico Waeytens \| Giant-Alpecin \| + 0s \| \| \| 7. \| Tiesj Benoot \| Lotto-Soudal \| + 0s \| \| \| 8. \| Enrico Battaglin \| LottoNL-Jumbo \| + 0s \| \| \| 9. \| Kristian Sbaragli \| Dimension Data \| + 0s \| \| \| 10. \| Kévin Réza \| FDJ \| + 0s \| \| |                    |                    |          |
| |                    |                    |          |
| |                    |                    |          |
| Classificação por etapas |                    |                    |          |
| Ciclista | Ciclista           | Equipe             | Tempo    |
| 1. | Fernando Gaviria   | Etixx-Quick Step   | 5h12m56s |
| 2. | Luka Mezgec        | Orica-BikeExchange | + 0s     |
| 3. | Michał Kwiatkowski | Team Sky           | + 0s     |
| 4. | Heinrich Haussler  | IAM Cycling        | + 0s     |
| 5. | Boy van Poppel     | Trek-Segafredo     | + 0s     |
| 6. | Zico Waeytens      | Giant-Alpecin      | + 0s     |
| 7. | Tiesj Benoot       | Lotto-Soudal       | + 0s     |
| 8. | Enrico Battaglin   | LottoNL-Jumbo      | + 0s     |
| 9. | Kristian Sbaragli  | Dimension Data     | + 0s     |
| 10. | Kévin Réza         | FDJ                | + 0s     |

| \| Classificação geral \| Classificação geral \| Classificação geral \| Classificação geral \| Classificação geral \| \| Ciclista \| Ciclista \| Equipe \| Tempo \| \| \| ------------------- \| ------------------- \| ------------------- \| ------------------- \| ------------------- \| \| 1. \| Fernando Gaviria \| Etixx-Quick Step \| 17h19m22s \| \| \| 2. \| Michał Kwiatkowski \| Team Sky \| + 19s \| \| \| 3. \| Diego Ulissi \| Lampre-Merida \| + 22s \| \| \| 4. \| Tim Wellens \| Lotto-Soudal \| + 25s \| \| \| 5. \| Heinrich Haussler \| IAM Cycling \| + 26s \| \| \| 6. \| Roman Maikin \| Gazprom-RusVelo \| + 26s \| \| \| 7. \| Sacha Modolo \| Lampre-Merida \| + 26s \| \| \| 8. \| Floris Gerts \| BMC Racing Team \| + 26s \| \| \| 9. \| Philippe Gilbert \| BMC Racing Team \| + 26s \| \| \| 10. \| Kamil Zieliński \| Polónia \| + 26s \| \| |                    |                  |           |
| |                    |                  |           |
| |                    |                  |           |
| Classificação geral |                    |                  |           |
| Ciclista | Ciclista           | Equipe           | Tempo     |
| 1. | Fernando Gaviria   | Etixx-Quick Step | 17h19m22s |
| 2. | Michał Kwiatkowski | Team Sky         | + 19s     |
| 3. | Diego Ulissi       | Lampre-Merida    | + 22s     |
| 4. | Tim Wellens        | Lotto-Soudal     | + 25s     |
| 5. | Heinrich Haussler  | IAM Cycling      | + 26s     |
| 6. | Roman Maikin       | Gazprom-RusVelo  | + 26s     |
| 7. | Sacha Modolo       | Lampre-Merida    | + 26s     |
| 8. | Floris Gerts       | BMC Racing Team  | + 26s     |
| 9. | Philippe Gilbert   | BMC Racing Team  | + 26s     |
| 10. | Kamil Zieliński    | Polónia          | + 26s     |

### Etapa 5
| \| Classificação por etapas \| Classificação por etapas \| Classificação por etapas \| Classificação por etapas \| Classificação por etapas \| \| Ciclista \| Ciclista \| Equipe \| Tempo \| \| \| ------------------------ \| ------------------------ \| ------------------------ \| ------------------------ \| ------------------------ \| \| 1. \| Tim Wellens \| Lotto-Soudal \| 5h57m22s \| \| \| 2. \| Davide Formolo \| Cannondale-Drapac \| + 3m48s \| \| \| 3. \| Tiesj Benoot \| Lotto-Soudal \| + 4m37s \| \| \| 4. \| Fabio Felline \| Trek-Segafredo \| + 4m38s \| \| \| 5. \| Alberto Bettiol \| Cannondale-Drapac \| + 4m49s \| \| \| 6. \| Larry Warbasse \| IAM Cycling \| + 5m12s \| \| \| 7. \| Andrey Zeits \| Astana \| + 5m12s \| \| \| 8. \| Rubén Fernández \| Movistar Team \| + 5m27s \| \| \| 9. \| Matvey Mamykin \| Katusha \| + 5m32s \| \| \| 10. \| Davide Villella \| Cannondale-Drapac \| + 5m59s \| \| |                 |                   |          |
| |                 |                   |          |
| Fonte: ProCyclingStats |                 |                   |          |
| Classificação por etapas |                 |                   |          |
| Ciclista | Ciclista        | Equipe            | Tempo    |
| 1. | Tim Wellens     | Lotto-Soudal      | 5h57m22s |
| 2. | Davide Formolo  | Cannondale-Drapac | + 3m48s  |
| 3. | Tiesj Benoot    | Lotto-Soudal      | + 4m37s  |
| 4. | Fabio Felline   | Trek-Segafredo    | + 4m38s  |
| 5. | Alberto Bettiol | Cannondale-Drapac | + 4m49s  |
| 6. | Larry Warbasse  | IAM Cycling       | + 5m12s  |
| 7. | Andrey Zeits    | Astana            | + 5m12s  |
| 8. | Rubén Fernández | Movistar Team     | + 5m27s  |
| 9. | Matvey Mamykin  | Katusha           | + 5m32s  |
| 10. | Davide Villella | Cannondale-Drapac | + 5m59s  |

| \| Classificação geral \| Classificação geral \| Classificação geral \| Classificação geral \| Classificação geral \| \| Ciclista \| Ciclista \| Equipe \| Tempo \| \| \| ------------------- \| ------------------- \| ------------------- \| ------------------- \| ------------------- \| \| 1. \| Tim Wellens \| Lotto-Soudal \| 23h16m53s \| \| \| 2. \| Davide Formolo \| Cannondale-Drapac \| + 4m05s \| \| \| 3. \| Tiesj Benoot \| Lotto-Soudal \| + 4m50s \| \| \| 4. \| Fabio Felline \| Trek-Segafredo \| + 5m04s \| \| \| 5. \| Alberto Bettiol \| Cannondale-Drapac \| + 5m12s \| \| \| 6. \| Andrey Zeits \| Astana \| + 5m29s \| \| \| 7. \| Larry Warbasse \| IAM Cycling \| + 5m38s \| \| \| 8. \| Rubén Fernández \| Movistar Team \| + 5m44s \| \| \| 9. \| Dario Cataldo \| Astana \| + 6m16s \| \| \| 10. \| Davide Villella \| Cannondale-Drapac \| + 6m25s \| \| |                 |                   |           |
| |                 |                   |           |
| Fonte: ProCyclingStats |                 |                   |           |
| Classificação geral |                 |                   |           |
| Ciclista | Ciclista        | Equipe            | Tempo     |
| 1. | Tim Wellens     | Lotto-Soudal      | 23h16m53s |
| 2. | Davide Formolo  | Cannondale-Drapac | + 4m05s   |
| 3. | Tiesj Benoot    | Lotto-Soudal      | + 4m50s   |
| 4. | Fabio Felline   | Trek-Segafredo    | + 5m04s   |
| 5. | Alberto Bettiol | Cannondale-Drapac | + 5m12s   |
| 6. | Andrey Zeits    | Astana            | + 5m29s   |
| 7. | Larry Warbasse  | IAM Cycling       | + 5m38s   |
| 8. | Rubén Fernández | Movistar Team     | + 5m44s   |
| 9. | Dario Cataldo   | Astana            | + 6m16s   |
| 10. | Davide Villella | Cannondale-Drapac | + 6m25s   |

### Etapa 6
- Etapa anulada por condições climáticas

### Etapa 7
| \| Classificação por etapas \| Classificação por etapas \| Classificação por etapas \| Classificação por etapas \| Classificação por etapas \| \| Ciclista \| Ciclista \| Equipe \| Tempo \| \| \| ------------------------ \| ------------------------ \| ------------------------ \| ------------------------ \| ------------------------ \| \| 1. \| Alex Dowsett \| Movistar Team \| 28m59s \| \| \| 2. \| Jonathan Castroviejo \| Movistar Team \| + 22s \| \| \| 3. \| Primož Roglič \| LottoNL-Jumbo \| + 39s \| \| \| 4. \| Ben Hermans \| BMC Racing Team \| + 41s \| \| \| 5. \| Victor Campenaerts \| LottoNL-Jumbo \| + 48s \| \| \| 6. \| Fabio Felline \| Trek-Segafredo \| + 49s \| \| \| 7. \| Svein Tuft \| Orica-BikeExchange \| + 1m11s \| \| \| 8. \| Alberto Bettiol \| Cannondale-Drapac \| + 1m13s \| \| \| 9. \| Daniele Bennati \| Tinkoff \| + 1m19s \| \| \| 10. \| Víctor de la Parte \| CCC Sprandi Polkowice \| + 1m21s \| \| |                      |                       |         |
| |                      |                       |         |
| Fonte: ProCyclingStats |                      |                       |         |
| Classificação por etapas |                      |                       |         |
| Ciclista | Ciclista             | Equipe                | Tempo   |
| 1. | Alex Dowsett         | Movistar Team         | 28m59s  |
| 2. | Jonathan Castroviejo | Movistar Team         | + 22s   |
| 3. | Primož Roglič        | LottoNL-Jumbo         | + 39s   |
| 4. | Ben Hermans          | BMC Racing Team       | + 41s   |
| 5. | Victor Campenaerts   | LottoNL-Jumbo         | + 48s   |
| 6. | Fabio Felline        | Trek-Segafredo        | + 49s   |
| 7. | Svein Tuft           | Orica-BikeExchange    | + 1m11s |
| 8. | Alberto Bettiol      | Cannondale-Drapac     | + 1m13s |
| 9. | Daniele Bennati      | Tinkoff               | + 1m19s |
| 10. | Víctor de la Parte   | CCC Sprandi Polkowice | + 1m21s |

| \| Classificação geral \| Classificação geral \| Classificação geral \| Classificação geral \| Classificação geral \| \| Ciclista \| Ciclista \| Equipe \| Tempo \| \| \| ------------------- \| ------------------- \| ------------------- \| ------------------- \| ------------------- \| \| 1. \| Tim Wellens \| Lotto-Soudal \| 23h47m23s \| \| \| 2. \| Fabio Felline \| Trek-Segafredo \| + 4m22s \| \| \| 3. \| Alberto Bettiol \| Cannondale-Drapac \| + 4m54s \| \| \| 4. \| Davide Formolo \| Cannondale-Drapac \| + 5m06s \| \| \| 5. \| Tiesj Benoot \| Lotto-Soudal \| + 5m22s \| \| \| 6. \| Rubén Fernández \| Movistar Team \| + 5m45s \| \| \| 7. \| Larry Warbasse \| IAM Cycling \| + 5m47s \| \| \| 8. \| Andrey Zeits \| Astana \| + 6m08s \| \| \| 9. \| Dario Cataldo \| Astana \| + 6m20s \| \| \| 10. \| Davide Villella \| Cannondale-Drapac \| + 8m01s \| \| |                 |                   |           |
| |                 |                   |           |
| Fonte: ProCyclingStats |                 |                   |           |
| Classificação geral |                 |                   |           |
| Ciclista | Ciclista        | Equipe            | Tempo     |
| 1. | Tim Wellens     | Lotto-Soudal      | 23h47m23s |
| 2. | Fabio Felline   | Trek-Segafredo    | + 4m22s   |
| 3. | Alberto Bettiol | Cannondale-Drapac | + 4m54s   |
| 4. | Davide Formolo  | Cannondale-Drapac | + 5m06s   |
| 5. | Tiesj Benoot    | Lotto-Soudal      | + 5m22s   |
| 6. | Rubén Fernández | Movistar Team     | + 5m45s   |
| 7. | Larry Warbasse  | IAM Cycling       | + 5m47s   |
| 8. | Andrey Zeits    | Astana            | + 6m08s   |
| 9. | Dario Cataldo   | Astana            | + 6m20s   |
| 10. | Davide Villella | Cannondale-Drapac | + 8m01s   |

## Classificações finais
- As classificações finalizaram da seguinte forma:[6]

### Classificação geral
| \| Classificação geral \| Classificação geral \| Classificação geral \| Classificação geral \| Classificação geral \| \| Ciclista \| Ciclista \| Equipe \| Tempo \| \| \| ------------------- \| ------------------- \| ------------------- \| ------------------- \| ------------------- \| \| 1. \| Tim Wellens \| Lotto-Soudal \| 23h47m23s \| \| \| 2. \| Fabio Felline \| Trek-Segafredo \| + 4m22s \| \| \| 3. \| Alberto Bettiol \| Cannondale-Drapac \| + 4m54s \| \| \| 4. \| Davide Formolo \| Cannondale-Drapac \| + 5m06s \| \| \| 5. \| Tiesj Benoot \| Lotto-Soudal \| + 5m22s \| \| \| 6. \| Rubén Fernández \| Movistar Team \| + 5m45s \| \| \| 7. \| Larry Warbasse \| IAM Cycling \| + 5m47s \| \| \| 8. \| Andrey Zeits \| Astana \| + 6m08s \| \| \| 9. \| Dario Cataldo \| Astana \| + 6m20s \| \| \| 10. \| Davide Villella \| Cannondale-Drapac \| + 8m01s \| \| |                 |                   |           |
| |                 |                   |           |
| Fonte: ProCyclingStats |                 |                   |           |
| Classificação geral |                 |                   |           |
| Ciclista | Ciclista        | Equipe            | Tempo     |
| 1. | Tim Wellens     | Lotto-Soudal      | 23h47m23s |
| 2. | Fabio Felline   | Trek-Segafredo    | + 4m22s   |
| 3. | Alberto Bettiol | Cannondale-Drapac | + 4m54s   |
| 4. | Davide Formolo  | Cannondale-Drapac | + 5m06s   |
| 5. | Tiesj Benoot    | Lotto-Soudal      | + 5m22s   |
| 6. | Rubén Fernández | Movistar Team     | + 5m45s   |
| 7. | Larry Warbasse  | IAM Cycling       | + 5m47s   |
| 8. | Andrey Zeits    | Astana            | + 6m08s   |
| 9. | Dario Cataldo   | Astana            | + 6m20s   |
| 10. | Davide Villella | Cannondale-Drapac | + 8m01s   |

### Classificação da montanha
| Posição | Ciclista          | Equipa            | Pontos |
| ------- | ----------------- | ----------------- | ------ |
|         | Tim Wellens       | Lotto Soudal      | 59     |
| 2.º     | Alberto Bettiol   | Cannondale-Drapac | 34     |
| 3.º     | Paweł Cieślik     | Verva ActiveJet   | 30     |
| 4.º     | Maxime Monfort    | Lotto Soudal      | 19     |
| 5.º     | Giovanni Visconti | Movistar          | 18     |

### Classificação por pontos
| Posição | Ciclista           | Equipa            | Pontos |
| ------- | ------------------ | ----------------- | ------ |
|         | Alberto Bettiol    | Cannondale-Drapac | 53     |
| 2.º     | Moreno Hofland     | Lotto NL-Jumbo    | 51     |
| 3.º     | Tiesj Benoot       | Lotto Soudal      | 41     |
| 4.º     | Tim Wellens        | Lotto Soudal      | 40     |
| 5.º     | Michał Kwiatkowski | Sky               | 34     |

### Classificação de meta-las volantes
| Posição | Ciclista           | Equipa             | Pontos |
| ------- | ------------------ | ------------------ | ------ |
|         | Tim Wellens        | Lotto Soudal       | 7      |
| 2.º     | Jonas Koch         | Verva Activijet    | 7      |
| 3.º     | Diego Ulissi       | Lampre-Merida      | 4      |
| 4.º     | Simon Yates        | Orica-BikeExchange | 3      |
| 5.º     | Michał Kwiatkowski | Sky                | 3      |

### Classificação por equipas
| Posição | Equipa       | Tempo            |
| ------- | ------------ | ---------------- |
|         | Lotto Soudal | 71 h 35 min 07 s |
| 2.º     | Movistar     | a 16 min 35 s    |
| 3.º     | BMC          | a 23 min 06 s    |

## Evolução das classificações
| Etapa (Vencedor)              | Classificação geral | Classificação da montanha | Classificação por pontos | Classificação de meta-las volantes | Classificação por equipas |
| ----------------------------- | ------------------- | ------------------------- | ------------------------ | ---------------------------------- | ------------------------- |
| 1ª etapa (Davide Martinelli)  | Davide Martinelli   | Jarosław Marycz           | Davide Martinelli        | Marc Fournier                      | Etixx-Quick Step          |
| 2ª etapa (Fernando Gaviria)   | Fernando Gaviria    | Jarosław Marycz           | Fernando Gaviria         | Jonas Koch                         | Team Sky                  |
| 3ª etapa (Niccolò Bonifazio)  | Fernando Gaviria    | Kamil Gradek              | Moreno Hofland           | Jonas Koch                         | Team Sky                  |
| 4ª etapa (Fernando Gaviria)   | Fernando Gaviria    | Alessandro Tonelli        | Fernando Gaviria         | Jonas Koch                         | Team Sky                  |
| 5ª etapa (Tim Wellens)        | Tim Wellens         | Tim Wellens               | Moreno Hofland           | Tim Wellens                        | Lotto Soudal              |
| 6ª etapa (etapa cancelada)    | Tim Wellens         | Tim Wellens               | Moreno Hofland           | Tim Wellens                        | Lotto Soudal              |
| 7ª etapa (CRI) (Alex Dowsett) | Tim Wellens         | Tim Wellens               | Alberto Bettiol          | Tim Wellens                        | Lotto Soudal              |
| Final                         | Tim Wellens         | Tim Wellens               | Alberto Bettiol          | Tim Wellens                        | Lotto Soudal              |

## UCI World Tour
A Volta a Polónia outorga pontos para o UCI World Tour de 2016 para corredores de equipas nas categorias UCI Pro Team, Profissional Continental e Equipas Continentais. A seguinte tabela corresponde ao barómetro de pontuação:
| Posição             | 1.ª | 2.ª | 3.ª | 4.ª | 5.ª | 6.ª | 7.ª | 8.ª | 9.ª | 10.ª |
| Classificação geral | 100 | 80  | 70  | 60  | 50  | 40  | 30  | 20  | 10  | 4    |
| Por etapa           | 6   | 4   | 2   | 1   | 1   |     |     |     |     |      |

| Classificação | Classificação    | Classificação      | Classificação | Classificação | Classificação |
| Posição       | Ciclista         | Equipa             | Geral         | Etapa         | Total         |
| ------------- | ---------------- | ------------------ | ------------- | ------------- | ------------- |
| 1.º           | Tim Wellens      | Lotto Soudal       | 100           | 6             | 106           |
| 2.º           | Fabio Felline    | Trek-Segafredo     | 80            | 1             | 81            |
| 3.º           | Alberto Bettiol  | Cannnondale-Drapac | 70            | 1             | 71            |
| 4.º           | Davide Formolo   | Cannnondale-Drapac | 60            | 4             | 64            |
| 5.º           | Tiesj Benoot     | Lotto Soudal       | 50            | 2             | 52            |
| 6.º           | Rubén Fernández  | Movistar Team      | 40            | 0             | 40            |
| 7.º           | Larry Warbasse   | IAM Cycling        | 30            | 0             | 30            |
| 8.º           | Andrey Zeits     | Astana Pro Team    | 20            | 0             | 20            |
| 9.º           | Fernando Gaviria | Etixx-Quick Step   | 0             | 16            | 16            |
| 10.º          | Dario Cataldo    | Astana Pro Team    | 10            | 0             | 10            |

Também outorgou pontos para o UCI World Ranking (classificação global de todas as carreiras internacionais).
| Posição             | 1º  | 2º  | 3º  | 4º  | 5º  | 6º  | 7º  | 8º  | 9º | 10º |
| Classificação geral | 400 | 320 | 260 | 220 | 180 | 140 | 120 | 100 | 80 | 68  |
| Por etapa           | 50  | 20  | 8   |     |     |     |     |     |    |     |
| Líder               | 8   |     |     |     |     |     |     |     |    |     |

| Classificação | Classificação    | Classificação      | Classificação | Classificação | Classificação | Classificação |
| Posição       | Ciclista         | Equipa             | Geral         | Etapa         | Líder         | Total         |
| ------------- | ---------------- | ------------------ | ------------- | ------------- | ------------- | ------------- |
| 1.º           | Tim Wellens      | Lotto Soudal       | 400           | 50            | 24            | 474           |
| 2.º           | Fabio Felline    | Trek-Segafredo     | 320           | -             | -             | 320           |
| 3.º           | Alberto Bettiol  | Cannnondale-Drapac | 260           | -             | -             | 260           |
| 4.º           | Davide Formolo   | Cannnondale-Drapac | 220           | 20            | -             | 240           |
| 5.º           | Tiesj Benoot     | Lotto Soudal       | 180           | 8             | -             | 188           |
| 6.º           | Fernando Gaviria | Etixx-Quick Step   | -             | 120           | 24            | 144           |
| 7.º           | Rubén Fernández  | Movistar Team      | 140           | -             | -             | 140           |
| 8.º           | Larry Warbasse   | IAM Cycling        | 120           | -             | -             | 120           |
| 9.º           | Andrey Zeits     | Astana Pro Team    | 100           | -             | -             | 100           |
| 10.º          | Dario Cataldo    | Astana Pro Team    | 80            | -             | -             | 80            |